# Svenska Spel
Svenska Spel (Све́нска Спель) — шведская государственная компания, работающая в сфере игорного бизнеса. 
На сегодняшний день является крупнейшей игорной компанией Швеции, занимая 53 % игорного рынка страны.
В компании работает около 2230 сотрудников. Главный офис расположен в Висбю, дополнительный — в Сундбюберге. Контролируется Инспекцией по организации лотерей (Lotteriinspektionen).

## История
Компания Svenska Spel была создана в 1997 году путём слияния AB Tipstjänst (АБ Типсченст) и Penninglotteriet AB (Пеннинглоттериет АБ). 
В 1998 году компания получила разрешение правительства на организацию тотализатора на собачьих бегах и запуск игр в Интернете. 
В 1999 году Svenska Spel было позволено открыть в Швеции международное казино, для чего ею была создана дочерняя компания Casino Cosmopol AB. В том же году в Интернете были запущены футбольные лотерии Stryktipset, Måltipset и Joker.

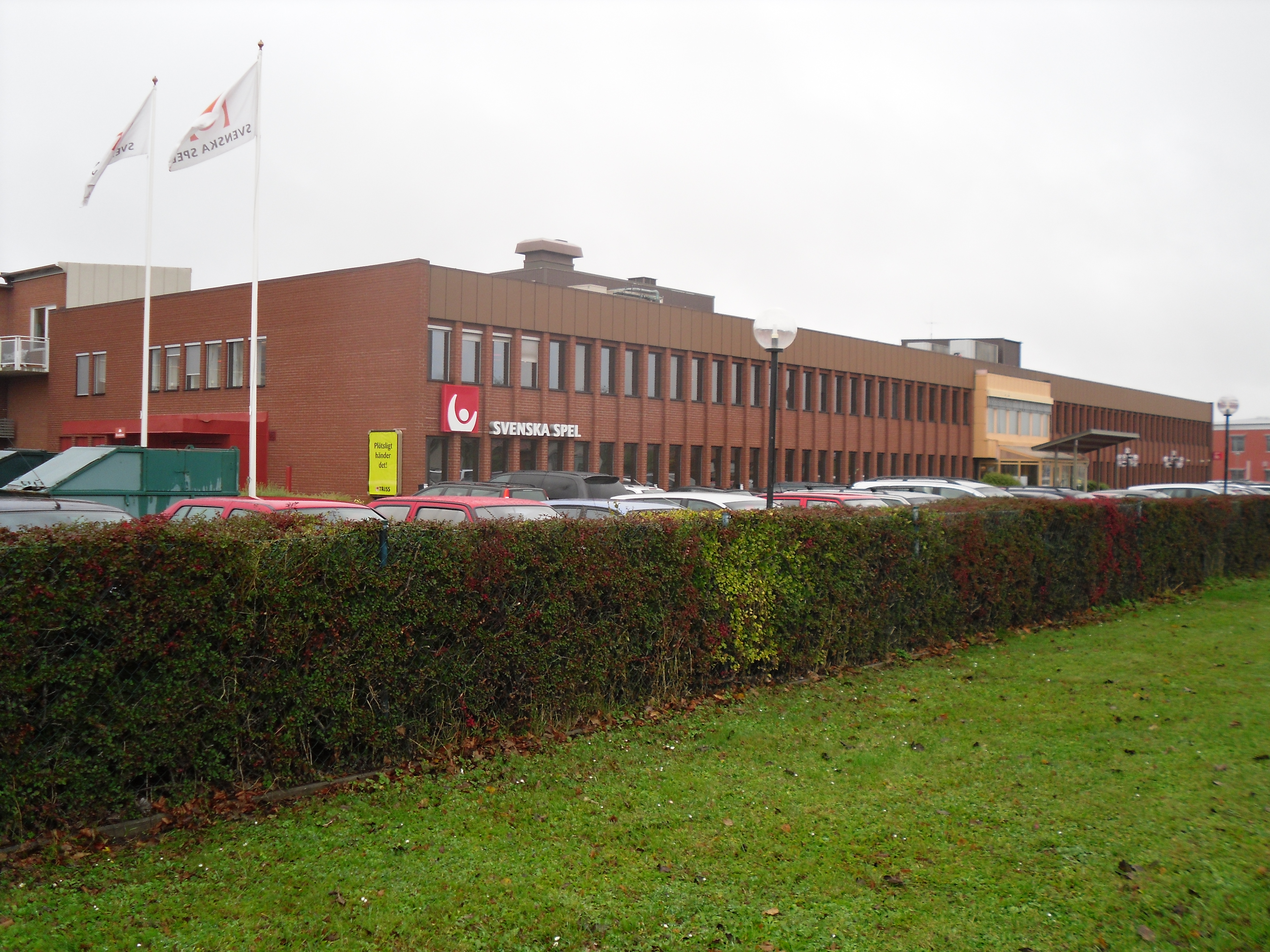
Офис Svenska Spel в Висбю

В 2001 году в Сундсвалле было открыто первое в Швеции международное казино. В последующие годы открылись ещё три: Casino Cosmopol Malmö (2001), Casino Cosmopol Göteborg (2002) и Casino Cosmopol Stockholm (2003). 
В 2006 году компания запустила в работу покерный сайт. 
В 2008 году Всемирная ассоциация лотерей (World Lottery Association) назвала Svenska Spel лидером в развитии практики ответственного игрового поведения.

## Деятельность
Svenska Spel организовывает спортивные и числовые лотереи, а также через свою дочернюю компанию Casino Cosmopol контролирует сеть казино. Продажи осуществляет через Интернет, мобильные телефоны, бинго-залы и рестораны. 
Компания оказывает широкую спонсорскую поддержку Футбольному, Хоккейному, Флорбольному союзам Швеции, а также Союзу по хоккею с мячом, тратя на это ежегодно порядка 170 млн крон.